# Hamar Ernő
Nemespanni és gyöngyöshalászi Hamar Ernő (Tereske (?), 1828. szeptember 1. – Nagysalló, 1849. április 19.) főhadnagy.

## Élete
Hamar Miklós (1788?-1855) 1848-as önkéntes nemzetőrzászlóalj százados, Nógrád vármegyei alszolgabíró, jegyző, pénztári ellenőr, pénztárnok, börtönfelügyelő, berceli községi jegyző és Lieszkovszky Katalin fia. Testvére lehetett Hamar Pál (1817-1877) hivatalnok, író és Hamar Gyula 48-as hősi halott honvéd.
Teológushallgató volt a bécsi Pazmaneumban. 1848 október elején önkéntesként beállt a Bars megyében szerveződő 17. honvédzászlóaljhoz. Október 19-től hadnagy, december 17-től főhadnagy. Decembertől alakulatával a felső-tiszai (I.) hadtest kötelékében küzdött Franz von Schlik tábornok Galíciából betört hadteste ellen, majd a császári fősereg ellen.
1849. április 19-én hősi halált halt a nagysallói csatában.